# Nörten-Hardenberg
Nörten-Hardenberg er en by og en kommune i Landkreis Northeim, i den tyske delstat Niedersachsen.

## Geografi
Nörten-Hardenberg ligger ved de vestlige udløbere af Nörtener Walds i dalen til den fra syd mod nord løbende flod Leine, og grænser mod syd til Bovenden og mod nord til Northeim; Göttingen ligger 10 kilometer mod syd. Omkring 20 kilometer mod nordvest ligger landskabet Solling, og omkring 30 km mod nordøst begynder Mittelgebirgeområdet Harzen.
I kommunen Nörten-Hardenberg munder disse vandløb ud i Leine: Harste (ved Parensen), Weende (ved Angerstein), Espolde (ved Lütgenrode) samt Bever og Rodebach (begge ved Nörten-Hardenberg).

### Nabokommuner
Bovenden (mod syd), Hardegsen (mod vest), Northeim (mod nord), Katlenburg-Lindau (mod øst)

### Inddeling
I Nörten-Hardenberg ligger landsbyerne
| - Angerstein (mod syd) - Bishausen (mod øst) - Elvese (mod nordvest) - Lütgenrode (mod vest) | - Nörten-Hardenberg - Parensen (mod sydvest) - Sudershausen (mod øst) - Wolbrechtshausen (mod vest) |